# Объект исследования
Объе́кт иссле́дования в науке — главное поле приложения сил учёных. В одной науке (научном направлении), однако, может быть несколько объектов исследований, которые составляют логически связанное существо и цель исследований в этой науке (научном направлении).
Существует следующий подход к разграничению предмета и объекта:

- объект — это область, явление, сфера знаний, процесс, в рамках которых осуществляется исследование. Иными словами, это часть реальности, которую исследователь будет изучать. Объект может иметь не только научная работа, но и любая другая деятельность или научное направление.
- предме́т исследования — более детализированное и узкое понятие, которое обязательно должно быть частью объекта и не выходить за его рамки. Предмет — конкретная проблема в выбранном поле деятельности, рассмотренная под определённым углом в определённых условиях.

Таким объектом становится всякое непознанное явление, неизвестное ранее науке, или его часть, которое предполагает исследовать эта наука. Часто используется предварительное деление чего-либо неизвестного (непознанного) на логически обоснованные части явления. Это используется как вполне самостоятельный научный метод, если подобное деление возможно исходя из априори видимых признаков данного явления.
Подобное деление согласно предполагаемым сферам применимости своей науки или нескольких наук, выводимых предварительно логическим путём и используемых применительно к сферам действия тех или иных законов, по которым живёт эта наука или несколько наук (при комплексных исследованиях), помогает учёным легче справиться с часто возникающими трудностями исследования сложного явления.
Первостепенное значение имеет наблюдение за объектом исследования. Если позволяет текущий уровень развития (состояние) данной науки и если это позволяет сам объект, вторым важнейшим способом изучения объекта исследования является эксперимент. Связать же наблюдаемые, известные и экспериментальные данные помогает как научная логика в сочетании с уже известными научными данными, так и особые правила, по которым в науке выводятся гипотезы. Последние, в сущности, являются индуктивным (предсказательным) методом исследования. Однако в науке полезно использовать также дедуктивный (то есть, ретроспективный) метод, который, однако, ныне не слишком популярен у исследователей, кроме математики (и в практике криминалистики).
Сделать правильные научные выводы и построить корректные научные теории помогает давно отработанный научный метод.